# Cité de l'Industrie
La cité de l'Industrie est une voie du 11e arrondissement de Paris, en France.

## Situation et accès
La cité de l'Industrie est une voie située dans le 11e arrondissement de Paris. Elle débute au 90, rue Saint-Maur et se termine au 98, rue Oberkampf.

## Origine du nom
Elle porte ce nom car lors de son ouverture elle était située dans un quartier industriel. 

## Historique
Cette voie, initialement en impasse, est ouverte en 1823.